# Émeutes raciales de 1969 à Singapour
Les émeutes raciales de 1969 à Singapour sont des incidents violents qui se déroulent du 31 mai au 6 juin 1969 et font 4 morts et 80 blessés. Elles sont le résultat de débordements et des émeutes du 13 mai 1969 en Malaisie et sont les premières émeutes à Singapour depuis l'indépendance du pays en 1965.

## Histoire
Les émeutes entre communautés chinoises et malaisienne prennent leurs racines dans l'incident du 13 mai à Kuala Lumpur et Petaling Jaya, en Malaisie. Du 13 mai au 31 juillet, l'incident causera au moins 196 morts et 350 blessés. À l'époque, le gouvernement malaisien avait déclaré l'état d'urgence et fermé le parlement jusqu'en 1971.
Bien que n'ayant aucun rapport avec Singapour, les violences s'y sont propagées. Les émeutes précédentes de 1964 (en) ont peut-être facilité la chose.
La cité-État n'a connu d'autres émeutes de cette ampleur que 44 ans plus tard, lors des émeutes de 2013 à Little India (en).